# Музей-заповедник М. П. Мусоргского
Музей-заповедник М. П. Мусоргского — единственный в мире музей русского композитора Модеста Петровича Мусоргского. Расположен в посёлке Наумово Псковской области на берегу Жижицкого озера. Филиал Псковского музея-заповедника.
Народный музей композитора появился в 1968 году в Жижицкой средней школе по инициативе директора А. И. Качнова. Сегодняшний музей основан 1 января 1970 года, открыт 1 января 1972 года в здании усадебного дома XIX века. Усадьба принадлежала деду композитора Ивану Ивановичу Чирикову, здесь родилась его мать Юлия Ивановна. Внутри воссоздан интерьер XIX века. Вокруг расположен парк.
Музейное здание — это дом с мезонином, колоннами и балюстрадой. Рядом с домом — флигель, амбар, оранжерея, людская и молочная. Количество посетителей — 7000 человек в год.

## Экспозиции музея
- «Жизнь и творчество М. П. Мусоргского» (главный дом);
- «Постановка опер М. П. Мусоргского» (флигель);
- «Быт крестьян XIX века» (людская);
- «Зимний сад» (оранжерея).